# جیمز بینی
جیمز بینی (انگلیسی: James Binney؛ زاده ۱۰ مارس ۱۹۵۰) یک دانشمند اهل بریتانیا است. 